# L'Amour avec toi
Albums de Nicole Martin
Une affaire de cœur Il est en nous l'amour
L'Amour avec toi est le 13e album studio de Nicole Martin. L'album est sorti en 1984 en coproduction chez Les Disques Star et Les Productions Vamp. L’album original, constitué de neuf chansons, est réédité en CD en 2000 chez Unidisc Music et contient trois titres bonus (* titres 10 à 12) parus initialement sous forme de 45 tours.

## Liste des titres
| No  | Titre                                  | Paroles           | Musique          | Durée |
| --- | -------------------------------------- | ----------------- | ---------------- | ----- |
| 1.  | Oublie-moi                             | Pierre Létourneau | Kevin Gillespie  | 3 :25 |
| 2.  | Loving You                             | Pierre Létourneau | John Farley      | 3 :05 |
| 3.  | Pense un peu à moi                     | Nicole Martin     | John Farley      | 3 :33 |
| 4.  | Une fille rétro                        | Mouffe            | Kevin Gillespie  | 2 :15 |
| 5.  | Le Rock du samedi soir                 | Nicole Martin     | John Farley      | 3 :00 |
| 6.  | L’Amour avec toi                       | Pierre Létourneau | Robert Leroux    | 3 :58 |
| 7.  | Quand la musique danse                 | Pierre Létourneau | John Farley      | 3 :18 |
| 8.  | Femme d’amour                          | Pierre Létourneau | Kevin Gillespie  | 3 :58 |
| 9.  | Ne me quitte pas                       | Jacques Brel      | Jacques Brel     | 4 :49 |
| 10. | Je l’aime (duo avec Martine St-Clair)* | Guy Trépanier     | Guy Trépanier    | 3 :57 |
| 11. | Je t’aime autant qu’avant*             | Pierre Létourneau | Robert Leroux    | 4 :02 |
| 12. | Il est en nous l’amour*                | Pierre Létourneau | Claude Léveillée | 3 :25 |

## Singles extraits de l'album
- L’Amour avec toi
- Pense un peu à moi
- Le Rock du samedi soir
- Oublie-moi
- Une fille rétro
- Ne me quitte pas
- Je l’aime (duo avec Martine St-Clair)